# Rock for People
Rock for People (výslovnost [rɒk fə(r) ˈpiːpl, Amer rɑːk]) je jeden z největších českých rockových hudebních festivalů. Jeho první ročník pořádala agentura Ameba Production v srpnu roku 1995 na atletickém stadionu v Českém Brodě v okrese Kolín. Domovským městem festivalu zůstalo toto téměř sedmitisícové město až do roku 2006.
Na 13. ročník, který se konal v roce 2007, se festival přesunul do Festivalparku na bývalé vojenské letiště v Hradci Králové. Nové a mnohem větší prostory umožnily pojmout více kapel a více diváků. Velkou změnu kladně přijali jak vystupující skupiny, tak i návštěvníci.
Rock for People získal mezi letními akcemi v Evropě dobrý zvuk; jeho vyprodaný šestadvacátý ročník (sezóna 2022) organizátorům přinesl zařazení do desítky nejlepších středních evropských festivalů a deset promotérů dle European Festival Awards.[zdroj?]

## Jednotlivé ročníky

### 19. srpna 1995
Na prvním ročníku se představilo během patnácti hodin celkem 18 kapel. Vstupenky, jejichž cena se pohybovala od 75 do 90 korun, si koupilo celkem 1 100 lidí. Výtěžek 70 000 korun byl předán ústavu pro mentálně postižené děti v ústavu v Bylanech. Hlavními tahouny se stali interpreti Support Lesbiens, Bast, Narvan, Phil Shöenfelt a Dorota B.B.

### 29. června 1996
Druhý ročník se nesl ve znamení deštivého počasí. I přesto však zlomila návštěvnost rekord a na 17 skupin se přijelo podívat 1 600 návštěvníků. Ameba Production po skončení festivalu předala Kontu Bariéry šek na 62 000 korun. Během patnáctihodinového maratónu se představily skupiny Mňága a Žďorp, Hudba Praha, Tata Bojs a zpěváci Vladimír Mišík či Michal Prokop.

### 4.–5. července 1997
V roce 1997 se poprvé festival Rock for People protáhl na dva dny, během kterých se na jednom pódiu prostřídalo 41 kapel, o tři méně oproti původnímu programu. Na rozdíl od předešlého promoklého ročníku se počasí zlepšilo, ačkoliv jiná místa republiky prožívala přívaly. Nicméně hned první den přes Český Brod přešla bouřka, při níž byla poničena plachta chránící stage. Na festival přijelo celkem 2 300 lidí, takže opět byl pokořen rekord. Výtěžek ze vstupenek byl slavnostně předán Výboru dobré vůle – Nadaci Olgy Havlové. Hlavními kapelami třetího ročníku se staly Krucipüsk, Medvěd 009, Tata Bojs, Chinaski, Endless, Znouzectnost a Mňága a Žďorp.

### 4.–6. července 1998
Třetí ročník trval dva dny, čtvrtý již tři. Novinkou bylo i přidání další scény, který se nacházela v Lidovém domě. Tím se rapidně zvýšil počet vystupujících kapel – z předešlých 41 na plánovaných 104. Účast na festivalu však zrušilo několik skupin včetně Tata bojs, Krabathor, Chinaski a Narvan. Nicméně pořadatelé na poslední chvíli sehnali některé jiné interprety, a tak na dvou scénách zahrálo okolo stovky hudebních těles. Díky prostorovému a časovému rozšíření se na festivalu představily i skupiny zasahující do žánrů reggae, ska či metal. Deštivé počasí se pomalu začalo stávat tradicí, takže i čtvrtý ročník částečně propršel. Nicméně to nemělo vliv na návštěvníky, kterých ten rok přišlo 3 800. Právě díky návštěvnosti, skvělé organizaci a pestrému programu se stal po čtyřech letech Rock for People jedním z nejkvalitnějších festivalů v České republice. Tahouny se staly kapely Žlutý pes, Visací zámek, Lenka Dusilová, Divokej Bill, Sto zvířat a Tři sestry.

### 3.–5. července 1999

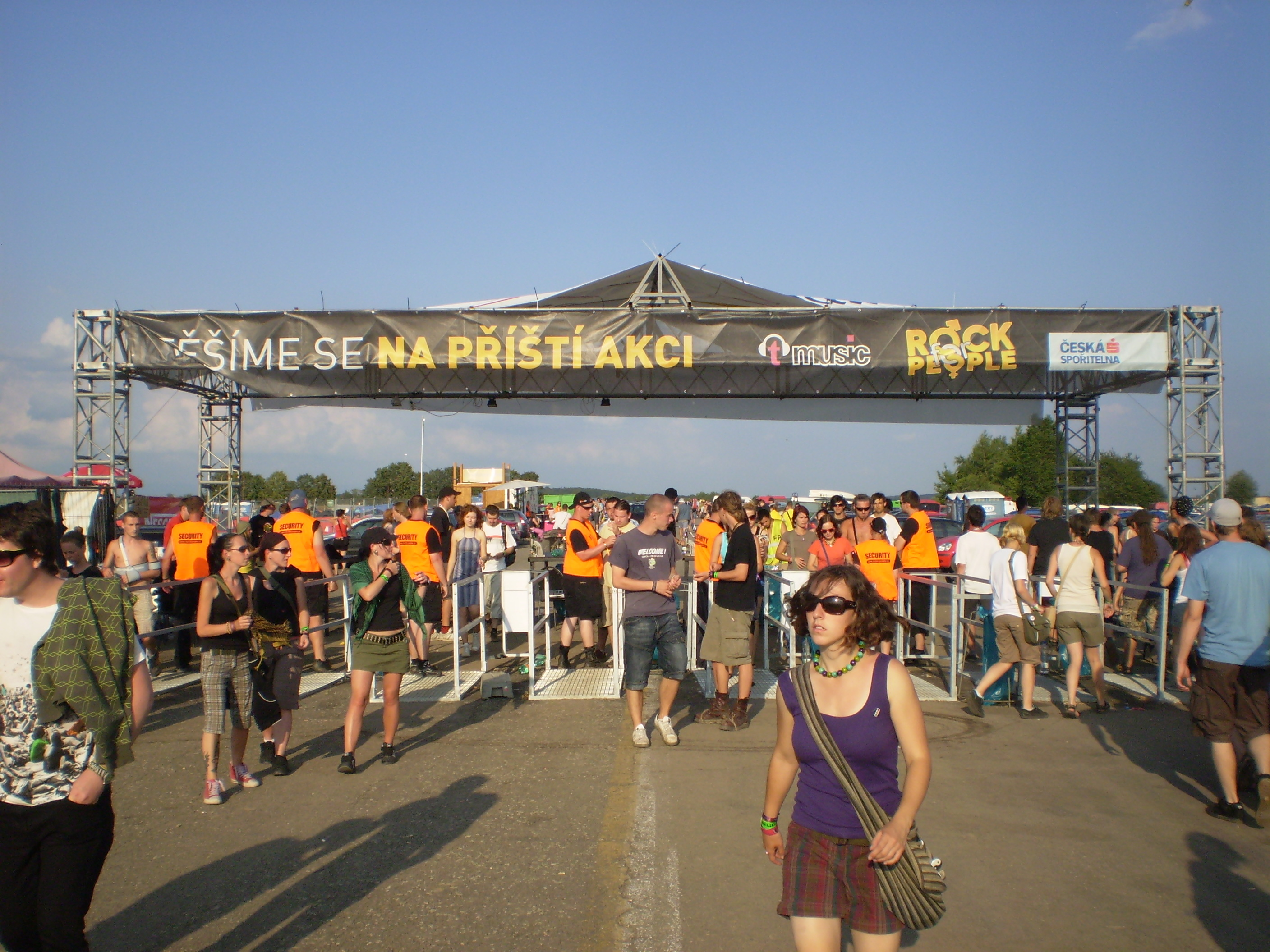
Hlavní brána na Rock for People
v roce 2009

Rock for People vykročil do svého pátého ročníku suchou nohou a kletba z předešlých let byla prolomena. K parnému počasí přibylo také nové grafické logo festivalu, kde ve slově „rock“ je litera „o“ nahrazena symbolem pro muže () a ve slově „people“ je stejné písmeno nahrazeno symbolem pro ženy (). Vzájemně jsou pak symboly spojeny s anglickou předložkou „for“. To, že Rock for People získával na popularitě, dokazuje také jméno hlavního tahouna pátého ročníku. Byla jím německá skupina Guano Apes, která sklízela ke konci 90. let obrovský úspěch nejen ve střední Evropě. Z domácí scény se staly hlavními lákadly skupiny Wohnout, E!E, Abraxas, Ready Kirken a zpěvačka Anna K. Ačkoliv se počet interpretů snížil na 90 a teploty v době konání festivalu dosahovaly vysokých hodnot, dorazilo do Českého Brodu rekordních 5 000 návštěvníků. 11. března 2000 získal Rock for People Cenu hudebních publicistů při předávání prestižních Gramy, dnešních Andělů, v pražském Veletržním paláci.

### 4.–6. července 2000
S důležitým oceněním začal šestý ročník Rock for People tradičně první týden v červenci. Hlavními hvězdami se měly stát dvě zahraniční kapely – rocková kapela Bloodhound Gang z USA a němečtí metalisté In Extremo. Hned první večer přišli na řadu Bloodhound Gang, kteří vědí, co to znamená hudební svět, což dokazuje i velká podpora hudební televize MTV. Jelikož na Rock for People vystupovali jako hlavní tahouni, očekávalo se od nich také mnoho. Nicméně koncert selhal po technické stránce, kdy vypadla část aparatury. Ačkoliv se skupina snažila dlouhou chvíli fanouškům zpříjemnit, ti neváhali a stage zasypali kelímky. Recenzent Jaroslav Špulák později pronesl, že v historii festivalu se žádná kapela nedočkala takového množství kelímků hozených na jeviště. Další den zlepšila návštěvníkům náladu metalová skupina In Extremo, na kterou se sešli téměř všichni festivaloví diváci. Třetí a zároveň poslední festivalový večer patřil dubovým Zion Train ze Spojeného království, kteří předvedli, jak se hraje pravý jamajský dub spojený s reggae. Ze sousedního Slovenska dorazila také punkrocková kapela Iné Kafe a z české hudební scény se na jevištích objevili Buty, J.A.R. či Anna K. Celkově se na šestém ročníku Rock for People představilo 82 kapel, na jejichž výkony si přišlo poslechnout 7 500 diváků.

### 5.–7. července 2001
(9 000 návštěvníků, 92 kapel)
vystoupili: Apocalyptica, M. Patton & Fantomas, Asian Dub Foundation, Sri, Shelter, Ex Girl, Tanzwut, Tahiti 80, Defdaf, Terrorgruppe, Calico Soul, New Model Army, Xaver Fischer Trio a další.

### 4.–6. července 2002
(12 000 návštěvníků, 120 kapel)
vystoupili: Chumbawamba, Transglobal Underground, Biohazard, Dead Kennedys, Die Happy a další.

### 3.–6. července 2003
(? návštěvníků, 130 kapel)
vystoupili: Cypress Hill, The Levellers, Therapy?, Madball, Donots, Junkie XL, Modena City Ramblers, 4LYN a další.

### 3.–5. července 2004
(15 000 návštěvníků, 170 kapel)
vystoupili: Ska-P, Hooverphonic, Fun-Da-Mental, Värttinä, Ill Nino a další.

### 3.–6. července 2005
(? návštěvníků, 127 kapel)
vystoupili: Garbage, Die Toten Hosen, Leningrad Cowboys a další.

### 4.–6. července 2006
(20 000 návštěvníků, 112 kapel)
vystoupili: Manu Chao, Fun Lovin' Criminals, Radio Bemba Sound System, Agnostic Front, Madball, Mattafix, The Frames, Los de Abajo, Gocoo, Mad Sin, Deadline[nepřesný odkaz], Mad Heads XL a další.

### 4.–6. července 2007
Počínaje 13. ročníkem je místem konání Festivalpark v Hradci Králové
(20 000 návštěvníků, 127 kapel)
vystoupili: The Killers, The Hives, Sick of It All, Basement Jaxx, Flipsyde, Mory Kanté, Toy Dolls, The Levellers, Walls of Jericho, Front Line Assembly, Kissmet, No Means No, Die Happy, The Loccos, The Bones, Disco Esemble, Karamelo Santo, Deti Picasso, Extra Action Marching Band, Green Frog Feet, Zeroscape a další.

### 3.–5. července 2008
(25 000 návštěvníků, 150 kapel)
vystoupili: The Offspring, Kaiser Chiefs, Massive Attack, Helmet, Enter Shikari, Flogging Molly, The Locos, Madball, Dreadzone, H2O (hudební skupina), N.O.H.A., Los de Abajo, Black Mountain, Kissmet, iO, Watch Clan, Panteón Rococó, Donots, Holy Fuck, VNV Nation, La Kinky Beat, Demented Are Go, Zulu 9:30, Outvile, Empyr, Invases, Seth Lakeman, Park Avenue, Skop, Montreal, Hopes Die Last, Karras, Tremore, Nomad Soundsystem, Dj Scratchy a další.

### 4.–6. července 2009
(27 000 návštěvníků, 130 kapel)
vystoupili: Arctic Monkeys, Placebo, Ska-P, Bloc Party, Underworld, Gogol Bordello, Static-X, Therapy?, Freestylers, Hadouken!, The Kooks, Mucky Pup, Ignite, Comeback Kid, The Bouncing Souls, Fancy, Derfine, Firewater, RA:IN, 7 Weeks, Expatriate, Gocoo, Keziah Jones, Defeater, Black President, Scratch Bandits Crew a další.

### 3.–6. července 2010
(28 500 návštěvníků, 170 kapel)
vystoupili: Muse, The Prodigy, NOFX, Editors, Billy Talent, Morcheeba, Skunk Anansie, The Subways, Tricky, Alexisonfire, Suicidal Tendencies, Juliette Lewis, Archive, Gallows, Skindred, Coheed and Cambria, Death by Stereo, Does It Offend You, Yeah?, Evergreen Terrace, Jello Biafra And The Guantanamo School Of Medicine, Disco Ensemble, Wisdom in Chains, Dreadzone, Horse the Band, The Inspector Cluzo, Doping Panda, The Mohones a další.

### 2.–5. července 2011
(28 000 návštěvníků, 170–180 kapel)
vystoupili: Paramore, Pendulum, My Chemical Romance, Bullet for My Valentine, The Streets, Sum 41, White Lies, Digitalism, Primus, Beatsteaks, Jimmy Eat World, The Wombats, John Butler Trio, The Qemists, Kele, Tokyo Ska Paradise Orchestra, Parkway Drive, Protest The Hero, Bright Eyes, US Bombs, The Levellers, Deez Nuts, Molotov, Title Fight, Cancer Bats, Destine, Radio Dead Ones, Jenny and Johnny, Your Demise a další.

### 3.–6. července 2012
(30 700 návštěvníků)
vystoupili: Franz Ferdinand, The Prodigy, Skrillex, Architects, Crystal Castles, Čechomor, Enter Shikari, Example, Flogging Molly, H2O, Horkýže Slíže, Mandrage, Mig 21, Monkey Business, Selah Sue, Support Lesbiens, Tata Bojs, The Subways, Two Door Cinema Club, Vypsaná fiXa, Charlie Straight, …
Vystoupení skupin Faith No More, Orbital, Refused, The Kooks a Irie Révoltés byla zrušena buď kvůli poškozené technice nebo s ohledem na nouzový stav v důsledku rizika silných bouří.

### 2.–5. července 2013
vystoupili: 30 Seconds to Mars, Queens of the Stone Age, Foals, Parov Stelar Band, Billy Talent, Bloc Party, Gogol Bordello, Charlie Straight, Klaxons, Kryštof, Modestep, Papa Roach, Pražský výběr, The Gaslight Anthem, Xindl X, A Day to Remember, Aneta Langerová, Borgore, Filharmonie Hradec Králové, Pipes and Pints, Royal Republic, Boris Carloff, Ohm Square, Dubioza kolektiv, Friska Viljor, Hacktivist, Jan Budař a Eliščin Band, Please the Trees & Elpida, Skyline, Sto zvířat, Sunshine, UDG, Deathgaze, Karel Gott.

### 3.–5. července 2014
(27 000 návštěvníků)
Rock for People 2014 začal 3. července v 15ː50 SELČ Večírkem pro nedočkavé; na půltuctu scén účinkovaly kapely Jelen, Evelynne, We on the Moon, UDG, No Distance Paradise, ze zpěváků pak Debbi, Michal Hrůza a v noci Xindl X; dále na festivalu vystoupili Manu Chao s tehdy novou skupinou La Ventura, Biffy Clyro, Lucie, Madness, Chase & Status, The Naked and Famous, Chinaski, Netsky, Tom Odell, Asian Dub Foundation, Mandrage, Steven Seagal's Blues Band, Tata Bojs, The Afghan Whigs, Vypsaná fiXa, We Came as Romans, Balthazar, Blood Red Shoes, Blue Effect & Rozhlasový Big Band Gustava Broma, Deap Vally, Divokej Bill, Emmure, Holy Esque, Kadebostany, Molotov Jukebox, N.O.H.A., Prago Union, School is cool, The Feud, The Strypes, THePETEBOX, Wohnout Recycling Jam, 7 Weeks, Android Asteroid, Angel at my table, Bilderbuch, Compact Disk Dummies, Dirty Blondes, Gang Ala Basta, God Damn, Goldmouth, Groovy Shiva, Hentai Corporation, IAN, Imodium, Kensington, Lake Malawi, Lazytalk, Lucy Love, Madame Pepper, Money for Rope, Mydy Rabycad, Natas Loves You, Paceshifters, Please The Trees, Republic of Two, Sci Fi Psi, Skyline, Strapo, The Tap Tap, the.switch, Tricot, Vladimir 518, Walter Schnitzelsson a Zrní.

### 4.–6. června 2015 – Rock for People 2015 – Hradec Králové
(28 000 návštěvníků)
vystoupili: Faith No More, Limp Bizkit, Bastille, Julian Casablancas & The Voidz, Flux Pavilion Three Days Grace, Hollywood Undead, Asking Alexandria, Deathstars, We Are Harlot, Red Fang, Yellowcard, Northlane, Vojtěch Dyk & B-Side Band, David Koller, Vypsaná fiXa, Pipes and Pints, Sto zvířat.

### 3.–5. července 2015 – Rock for People EUROPE – Plzeň
(12 000 návštěvníků)
vystoupili: Motörhead, Guano Apes, Parov Stelar, The Ting Tings, Modestep, Pete Doherty, Dead by April, Fink, Movits!, THePETEBOX, French Films, Gomad! & Monster, The Inspector Cluzo, Triggerfinger, De Staat, Gasmac Gilmore, Scarecrow, Bottled in England, BRNS, Joycut, No Metal in this Battle a další.

### 3.–5. července 2016 – Rock for People 2016 – Hradec Králové
(30 000 návštěvníků)
Vystoupili: The Offspring, Bullet for My Valentine, Five Finger Death Punch, Skillet, Enter Shikari, Royal Republic, Anti-Flag a další.

### 4.–6. července 2017 – Rock for People 2017 – Hradec Králové
(25 000 návštěvníků)
Vystoupili: Paramore, Die Antwoord, Evanescence, Mastodon, Foster The People, Three Days Grace, Cage The Elephant, You Me At Six a další.

### 4.–6. července 2018 – Rock for People 2018 – Hradec Králové
Vystoupili: The Prodigy, Volbeat, The Kooks, Skillet, Rodriguez, Beatsteaks, Marmozets, In This Moment, Stick To Your Guns, Sick Puppies, Blossoms, Kontrust a další.

### 4.–6. července 2019
Vystoupí Bring Me The Horizon, Franz Ferdinand, Rudimental, In Flames, Kodaline, Flogging Molly, The Subways, Our Last Night, The Amity Affliction, You Me At Six, Hands Like Houses, Barns Courtney, nothing,nowhere. a další.

### 13.–14. srpna 2021 (Rock for People HOPE)
Festival se uskutečnil v „covidovém“ formátu a jako jeden z mála festivalů ve světě (a jediný v ČR) měl v line-upu zahraniční kapely. Na festivalu vystoupili The Hives, Mando Diao, čerstvý vítěz Eurovize Måneskin, Missio, De Staat, SKYND, Imminence, Landmvrks, Leoniden, Annisokay, John Wolfhoker, Redzed, I Love You Honey Bunny, Ghostkid, Venues, Pabst, Ikan Hyu, We Are Domi a mnoho dalších. Festival byl vyprodaný při povolené kapacitě 7 000 návštěvníků.

### 15.–18. června 2022
Na hradeckém letišti dne 15. června odstartoval dvakrát odložený šestadvacátý ročník RfP. Headlinery byli Green Day, Fall Out Boy, Royal Blood a Biffy Clyro. Jednalo se o jediný festival na světě, který měl „Hela Mega Tour“ – tedy Green Day, Fall Out Boy a Weezer. Dále vystoupili Sum 41, Skillet, Wolf Alice, IDLES, Enter Shikari, Holly Humberstone, Highly Suspect, Slowthai a mnoho dalších. Předpokládaná návštěvnost činila pětatřicet tisíc diváků.

### 8.–11. června 2023
(37 000 návštěvníků)
Na Královéhradeckém letišti dne 8. června začal 28. ročník RfP. Hlavními hvězdami byli Slipknot, Machine Gun Kelly, The 1975 a Muse. Dále vystoupili Simple Plan, Architects, Anti-Flag, I Prevail, Billy Talent, Hollywood Undead, Ashnikko, Lorna Shore, Palaye Royale, Papa Roach, X-Ambassadors, Alice Merton, While She Sleeps, Incubus, Nothing But Thieves a další. Jako speciální host vystoupil v neděli 11. června Václav Neckář s jeho doprovodnou kapelou Bacily.

### 12.–15. června 2024
(40 000+ návštěvníků)
29. ročník Rock for People odstartoval 12. června 2024. Headlinery byli The Prodigy, The Offspring, Bring Me The Horizon a Yungblud. Dále vystoupili Sum 41, Avril Lavigne, rapper Ice-T se svou metalovou kapelou Body Count, P.O.D., frontman skupiny Slipknot Corey Taylor (ten nakonec ze zdravotních důvodů nevystoupil, a nahradila ho kapela James and the Cold Gun) , Parkway Drive, Pendulum, Thy Art Is Murder, Neck Deep, kytarista kapely Slayer, Kerry King v sólo projektu, The Darkness, Gutalax, Enter Shikari, Royal Republic, Visací Zámek, Dogstar s baskytaristou Keanu Reevesem, Miles Kane, Missio, Against The Current, Vypsaná fiXa, která zde oslavila své 30. výročí, a další. Speciálním hostem byl Petr Spálený, který vystoupil v sobotu 15. června.

### 11.–15. června 2025
(50 000+ návštěvníků)
Výroční 30. ročník festivalu se konal v duchu velkolepých oslav. Jednalo se o zatím suverénně nejdražší ročník s rozpočtem okolo 300 mil. korun, což byl dvojnásobně větší rozpočet než při předchozím ročníku. Hlavními hvězdami byli jednoznačně legendární Linkin Park, kteří byli zároveň jednoznačně nejdražší kapelou, která na festivalu za celou jeho existenci vystoupila. Kromě Linkin Park byli dalšími headlinery Avenged Sevenfold, Slipknot a Sex Pistols. Vzhledem k tomu, že se jednalo o jubilejní 30. ročník, organizátoři se rozhodli jako dárek fanouškům přidat i 5. festivalový den, kterým byla neděle 15.6. a během kterého jako headlineři vystoupili Guns N' Roses. Dalšími interprety, kteří se v roce 2025 na Rock for People představili, byli například In Flames, Skillet, Biffy Clyro, Motionless in White, The Ghost Inside, Ewa Farna, Horkýže Slíže, David Koller, Lorna Shore, Shinedown, Poppy, Cocotte Minute, While She Sleeps a mnoho dalších. Speciálním hostem byla Marie Rottrová.

## Návštěvnost
Pořadatelé festivalu jsou kritizováni např. organizátorem konkurenčního trutnovského festivalu Martinem Věchetem za vyjadřování o zveřejňovaných údajích o počtu účastníků s tím, že tato čísla údajně záměrně nadsazují. Proti nařčení se ohradili.
Na podzim 2015 byl Martin Věchet pozván jako host panelové diskuse v rámci hudební konference Nouvelle Prague. Nakonec pořadatelé Věchetovu účast zrušili, na nátlak organizátorů festivalu Rock for People; těm se nelíbilo, že Věchet v minulosti poukázal na jejich zkreslování a nadsazování počtů návštěvníků.

Podle hudebních publicistů jsou počty návštěvníků na některých kulturních akcích skutečně často nadsazovány a bývají podstatně nižší, než je oficiálně uváděno. Festival TrutnOFF nejméně od roku 2011 jako jeden z mála nezveřejňuje žádné údaje o své návštěvnosti jako projev nesouhlasu s touto praxí. „Je to takový náš protest proti tomu, jak se nakládá s údaji o návštěvách kulturních akcí,“ uvedl zakladatel trutnovského festivalu Věchet pro Hospodářské noviny 29. srpna 2011.

## Ostatní projekty
V roce 1998 se Rock for People stal hlavním projektem agentury Ameba Production a pod hlavičkou festivalu začaly postupně vznikat další festivaly a koncerty v různých koutech České republiky. Jedním z nejstarších je festival Natruc Kolín, který byl založen v roce 1998. V roce 2000 vznikl Řev Řevnice, v roce 2003 Ouvalskej Bigbít a o rok později Kytlice MusicFestival. Pod záštitou Rock for People byly roku 2006 položeny základy Smržfestu Smržovka a posledním projektem se stal festival v Litvínově nazvaný Music of Litvínov, jehož první ročník se uskutečnil v roce 2008. Počínaje rokem 2003 se konal první zimní hudební festival v Česku, zvaný Zimní Rock for People. Tento byl v roce 2011 ukončen.